# Tošio Macuura
Tošio Macuura (* 20. listopad 1955) je bývalý japonský fotbalista.

## Klubová kariéra
Hrával za NKK.

## Reprezentační kariéra
Tošio Macuura odehrál za japonský národní tým v letech 1981-1987 celkem 22 reprezentačních utkání.

## Statistiky
| Japonsko | Japonsko | Japonsko |
| Roky     | Záp.     | Góly     |
| -------- | -------- | -------- |
| 1981     | 4        | 1        |
| 1982     | 2        | 0        |
| 1983     | 5        | 0        |
| 1984     | 1        | 0        |
| 1985     | 0        | 0        |
| 1986     | 3        | 1        |
| 1987     | 7        | 4        |
| Celkem   | 22       | 6        |